# シルヴァン・モンソロー
シルヴァン・モンソロー（Sylvain Monsoreau, 1981年3月23日 - ）はフランス・サン＝シール＝レコール出身の元プロサッカー選手。現役時代のポジションはディフェンダー。

## 来歴
FCソショーでプロデビュー。2003-2004シーズンはUEFAカップで6試合に出場し1ゴールを挙げ、リーグカップのタイトルも手にするなど、飛躍の年となった。2005年にオリンピック・リヨンに移籍するも怪我などの影響もありレギュラー定着とはいかず、翌シーズンにASモナコに籍を移した。さらに2008年、ASサンテティエンヌに移籍している。
本職は左サイドバックだがセンターバックもこなせる。フランス代表としては11試合に出場した。

## 所属クラブ
- 1999年 - 2005年  FCソショー
- 2005年 - 2006年  オリンピック・リヨン
- 2006年 - 2008年  ASモナコ
- 2008年 - 2012年  ASサンテティエンヌ
- 2012年 - 2013年  トロワAC
- 2014年  アトレティコ・デ・コルカタ